# Hasan Ferit Alnar
Hasan Ferit Alnar (Istanbul, Imperi Otomà, 11 de març, 1906 - Istanbul (Turquia), 26 de juliol, 1978), va ser un compositor turc. Es troba entre els cinc turcs pioners que són el producte de la iniciativa "Polyphonic Turkish Music". És conegut pels seus esforços per conciliar els elements de la música clàssica turca amb les tècniques musicals occidentals. El Concert per a orquestra de corda i el Concert per a violoncel es troben entre les seves obres més importants.
Va exercir com a director de l'Orquestra Simfònica Presidencial entre 1946 i 1952, i com a Director General de Música de l'Òpera d'Ankara als Teatres Estatals entre 1955 i 1960. Després de retirar-se el 1961, Alnar va viure un temps a Viena i va dirigir concerts a ciutats centreeuropees. Va tornar a Ankara el 1964 i va ensenyar harmonia, forma i orquestració al Conservatori Estatal d'Ankara fins a la seva mort el 1978.

## Biografia
Família i adolescència

Va néixer l'any 1906 al districte de Saraçhane d'Istanbul. El seu pare era el director general de PTT Hüseyin Bey i la seva mare era Saime Hanım. És el primer fill de la família; El seu germà Orhan Alnar és sis anys més jove que ell.
La seva mare, Saime Hanım, tocaba la cítara i lud; El seu oncle Galip Alnar, el protector i més proper de la família, també toca lud; Era molt conegut en els cercles musicals turcs. Els talents musicals i matemàtics excepcionals de Ferid Alnar van sorgir a una edat primerenca. A més de l'ensenyament tradicional de música clàssica que va rebre a casa de ben jove, es va iniciar amb la música polifònica als 8 anys a l'escola alemanya on la seva família el va enviar per aprendre una llengua estrangera. No obstant això, la seva infància i la seva primera joventut el van donar forma com a artista que primer va tocar el Qanun i després tant el qanun com el kemenche clàssic. Va fer els seus primers intents de composició a una edat primerenca. Als tretze anys va compondre la seva primera peça, "longa" al Tahirbuselik maqam; Quan tenia setze anys, va compondre l'opereta monofònica anomenada "Kelebek Zabit".Sınır, İsmail. "Hasan Ferit Alnar'ın makamlardaki armoni anlayışı (10 Yunus Emre ilahisi ve kanun konçertosunda H.F. Alnar'ın makamlar için uyguladığı armoninin araştırılması)". Bilgisi: Haliç Üniversitesi Sosyal Bilimler Enstitüsü yüksek lisans tezi, 2006. 19 Kasım 2018 tarihinde kaynağından arşivlendi. Erişim tarihi: 19 Kasım 2018.
Es va incorporar al grup de música "Darüttalim-i Musiki", fundat per Fahri Kopuz, quan estava a l'institut; Va jugar al qanun i al kemençe en aquest grup durant cinc anys. Ferit Alnar, conegut com Kanuni Ferit Efendi, va oferir concerts programats a cafeteries de Beyazıd-Şehzadebaşı. En els anys següents, va actuar amb aquesta comparsa en casaments, recepcions, discoteques i entreteniments als casinos; Va viatjar i va donar concerts a Esmirna i altres ciutats d'Anatòlia occidental, així com a centres estrangers com el Caire i Berlín. Va gravar diversos discos per a la companyia alemanya Polydor a Berlín. Durant aquest període, va desenvolupar el seu talent com a compositor i va compondre 10 Saz Semaisi i els va fer publicar el 1923. Aquesta va ser la seva primera obra publicada.
Un punt d'inflexió a la seva vida va ser quan va conèixer a Hüseyin Sadeddin Arel, el famós compositor de música clàssica tradicional turca, el 1923 i va començar a prendre lliçons d'harmonia d'ell.Sınır, İsmail. "Hasan Ferit Alnar'ın makamlardaki armoni anlayışı (10 Yunus Emre ilahisi ve kanun konçertosunda H.F. Alnar'ın makamlar için uyguladığı armoninin araştırılması)". Bilgisi: Haliç Üniversitesi Sosyal Bilimler Enstitüsü yüksek lisans tezi, 2006. 19 Kasım 2018 tarihinde kaynağından arşivlendi. Erişim tarihi: 19 Kasım 2018. Va dedicar el seu temps fora dels concerts de Fasıl a aprendre música polifònica i compondre. Quan Arel va anar a Esmirna un any després, va prendre durant tres anys classes d'harmonia, contrapunt, fuga i piano d'Edgar Manas, un dels noms coneguts de l'època en el camp de la música polifònica, per tal de seguir aprenent la polifònica. tècnica d'escriptura musical.

## Anys d'educació
Mentre la seva vida musical va continuar, també va estudiar a Istanbul Sultanisi; Va aprovar l'examen a desè de primària i es va traslladar al departament d'arquitectura de l'Acadèmia de Belles Arts. Durant un dels seus viatges a Berlín, l'artista va conèixer el director i compositor de l'escola secundària de Berlín, Franz Schreker; Quan va veure que les seves composicions polifòniques cridaven l'atenció de Schreker, va deixar la seva formació arquitectònica, que estava a punt d'acabar, i es va instal·lar a Viena amb la seva mare i el seu germà el 1927. Va ser alumne de Joseph Marx al departament de composició de l'Acadèmia Estatal de Música de Viena, i després va estudiar direcció d'orquestra amb Oswald Kabasta. L'artista, que es va centrar completament en la música polifònica durant els seus anys a Viena, va escriure les seves primeres obres polifòniques durant la seva formació. Les composicions que va compondre durant els seus anys d'educació, com ara Türk Suiti (1928), Trio Fantezi (1928), Keman ve Piyao için Sut (1930), es van interpretar a Viena i Istanbul.
Durant la seva educació a Viena, va anar a París i va entrar al camp de la música de cinema. Va conèixer Muhsin Ertuğrul i va compondre la música de la seva pel·lícula de 1931 İstanbul Sokakları'. A petició de Muhsin Ertuğrul de compondre una opereta, va compondre la música d'una comèdia francesa adaptada per Galip Arcan anomenada Yalova Türküsü durant les vacances d'hivern de 1931-1932 que va passar a Istanbul; Així, es va convertir en el primer compositor turc a escriure una comèdia musical. Va orquestrar i assajar l'obra posada en escena per l'escola Darülbedayi.

## Vida musical
Alnar va tornar a Turquia el 1932 i va treballar com a director d'orquestra al Teatre de la Ciutat d'Istanbul i com a professor d'història de la música al Conservatori Municipal durant quatre anys. La creació més important d'aquests anys és la seva obra anomenada "Preludi i dansa". L'obra va ser interpretada pel professor d'Alnar, Oswald Kobasto, per l'Orquestra Simfònica de Viena el 3 d'abril de 1935. Va dedicar la seva obra "Sekiz Piyano Parçası", escrita el mateix any, al seu antic professor Hüseyin Saadettin Arel.
El 1936, va ser nomenat director de l'Orquestra Simfònica Presidencial (Orquestra Filharmònica de Riyaset-i Cumhur) i va preparar les primeres representacions d'òpera a Ankara. Va començar la seva carrera com a director d'òpera l'any 1940 dirigint la segona escena de l'òpera Tosca de Carl Ebert. El 1941, va dirigir l'òpera Madame Butterfly com la primera òpera important amb lletra turca. Va adaptar al turc la majoria de les òperes escenificades als anys quaranta, sol o amb una segona persona. D'aquesta manera, va introduir sis òperes importants al turc en 13 anys.
El concert per a violoncel és una de les obres importants de Hasan Ferid Alnar. Alnar es va inspirar per compondre el concert per a violoncel del solista David Zirkin, que va escapar del perill nazi i va arribar a Turquia el 1938 i va començar a tocar a l'Orquestra Simfònica Presidencial. Alnar va dedicar la seva obra, que va compondre en constant intercanvi d'opinions amb Zirkin, al seu íntim amic.
Director de l'Orquestra Filharmònica Presidencial. Després de la mort sobtada de Praetorius, Alnar va assumir la direcció de l'orquestra el 1946 i va deixar aquest càrrec, que va ocupar durant sis anys, a causa del seu deteriorament de la salut. Va completar el seu "Concert per a orquestra i instruments de corda", que va començar a escriure el 1944. L'obra es va interpretar a Viena el 1951 i a Ankara el 1958. El mateix compositor va interpretar el concert el 1970.
Va tornar al camp de la música de cinema el 1949 i va compondre la música de les pel·lícules Vatan i Namık Kemal de Cahide Sonku, i el 1953 per a la pel·lícula Halıcı Kız de Muhsin Ertuğrul.
El seu matrimoni amb la seva esposa Ayhan Aydan, amb qui es va casar a la dècada de 1940 i que va interpretar papers principals de soprano en gairebé totes les òperes que va preparar, va acabar el 1952. El 1957 es va casar amb l'austríaca Hilde Hussl (després anomenada Sevin Alnar). Alnar va exercir com a Directora General de Música de l'Òpera entre 1955 i 1960. Alnar es va jubilar el 1961 i es va establir a Viena amb la seva dona. Després d'aquesta data, va dirigir orquestres com la Filharmònica de Munic, la Simfònica de Viena, la Ràdio de Stugart, la Simfònica d'Atenes, la Simfònica de Sofia com a director convidat.
El suïcidi del seu fill Aydın, nascut el 1947 del seu matrimoni amb Aydan Aydan, a Londres el 1964 el va commocionar profundament. Va tornar a casa l'any 1964 i va viure a la capital. El 1968, per ordre d'un banc, va compondre 10 Yunus Emre İlahisi Koro Suiti per ser interpretades al seminari Yunus Emre. Va celebrar el seu 64è aniversari el 17 d'abril de 1970 a la Sala de Concerts Estatal d'Ankara.
El seu darrer treball és la seva composició titulada "Senfonik Parça" per a parla i orquestra, que va escriure l'any 1973. L'obra es va realitzar el 16 de novembre de 1973.
Va morir a Ankara el 27 de juliol de 1978, a causa d'una malaltia no especificada.

## Composant
Alnar, que es troba entre els quintets turcs, ocupa un lloc especial, ja que es va formar en música turca monofònica.
Alnar es va beneficiar molt del seu coneixement de la música clàssica turca a les seves obres, i la seva obra més destacada en aquest sentit és el Concert per a Kanun i orquestra de corda, que va compondre entre 1944 i 1951. L'obra, que va ser interpretada per primera vegada per Ferit Alnar a Ankara, acompanyat per un quartet de corda el 1958, va ser gravada posteriorment en LP per Ruhi Ayangil, acompanyat per una orquestra dirigida per Cem Mansur. Amb aquest concert, va utilitzar un instrument tradicional com a "solo" per primera vegada a Turquia.
Hasan Ferit Alnar, que també estava interessat en la música popular turca, va utilitzar instruments de música popular, per exemple, en la seva obra orquestral anomenada "Prelude and Two Dances". Una altra de les obres més interpretades del compositor és el "Concert per a violoncel". L'artista també va compondre la música de Halıcı Kız, la primera pel·lícula en color rodada a Turquia, i va cantar ell mateix el qanun. Les seves composicions en el camp de la música clàssica turca s'han començat a interpretar amb freqüència recentment i s'han publicat els seus enregistraments.

## Sobre el Concert de la Llei
Ferid Alnar va començar a escriure aquest concert, que havia dissenyat anteriorment, mentre era a Roma el 1946 i el va completar a Ankara l'any següent. El Concert de la llei es va interpretar i emetre per primera vegada a la ràdio de Viena l'any 1951, acompanyat per l'Orquestra Filharmònica de Viena. Més tard, a Alnar no li va agradar el tercer moviment del concert i va reescriure aquesta secció.
El tema de la primera part de l'obra està inspirat en "Rast Peşrevi" de Giriftzen Asım Bey. Després de mostrar la divisió qanun a la cadència, aquesta secció acaba amb la repetició del tema principal. El segon moviment continua el diàleg entre el qanun i l'orquestra amb una atmosfera mística sota la influència del mode saba. En l'animat tercer moviment, el tema principal és processat conjuntament pel qanun i l'orquestra i acaba amb línies que arriben al Rast Peşrevi.
A més del seu compositor, l'obra va ser interpretada per Ruhi Ayangil (1988, Ankara) i Tahir Aydoğdu (1997, Istanbul, Orquestra Simfònica Estatal d'Istanbul o 20-21 de novembre de 1998, Orquestra Simfònica Presidencial). El 7 de desembre de 1998, a la cerimònia de lliurament de premis organitzada per la Fundació SCA, el president turc va lliurar el guardó més valuós de l'any 1998 a Hasan Ferit Alnar, i després d'aquesta cerimònia, el concert va ser interpretat de nou pel Quartet de corda d'Anatolia i Tahir Aydoğdu. Amb Tahir Aydoğdu com a solista, el concert es va tornar a interpretar, entre d'altres, amb l'Orquestra Simfònica Estatal d'Esmirna el 26-27 de febrer de 1999 i amb l'Orquestra Simfònica de Bilkent el 12 de juny de 2009. El Kanun Konçertosu va ser interpretat per primera vegada a Amèrica per Tahir Aydoğdu al "Bates Concert Hall" de la Universitat de Texas a Austin el 8 d'abril de 2015.

## Obres
Música de cambra i escènica

- Trio, "Fantasia", 1920
- "Suite" per a violí i piano, 1930.
- Quartet de corda, 1933.
- "Balada de Yalova", 1932.
- "Sari Zeybek", 1932.
- Música sobre "El meso'Faust de Goethe", 1944.

Cinema i obres musicals tradicionals

- "Els carrers d'Istanbul", 1931. (Banda sonora)
- "Namık Kemal", 1949. (Música de pel·lícula)
- "Nena venedora de catifes", 1953. (Banda sonora)
- "Kelebek Zabit", opereta monofònica, 1922.
- "On Saz Semaisi", 1926.
- "Bayati Araban Peşrev", 1927.
- "Bayati Araban Saz Semaisi”, 1927.
- "'Segah Peşrev", 1927.
- "Romanç sense paraules"...